# 6493 Cathybennett
6493 Cathybennett eller 1992 CJ1 är en asteroid i huvudbältet som upptäcktes 2 februari 1992 av den amerikanske astronomen Eleanor F. Helin vid Palomar-observatoriet. Den är uppkallad efter Catherine A. Bennett.
Den tillhör asteroidgruppen Hungaria.